# José Lafayette Ferreira Álvares
José Lafayette Ferreira Álvares (Conceição do Rio Verde, 30 de novembro de 1903 – Bragança Paulista, 7 de março de 1997) foi  um sacerdote católico brasileiro que morreu como bispo emérito de Bragança Paulista.

## Biografia
Realizou seus primeiros estudos na sua terra natal, ingressando depois no Ginásio de Itajubá, Minas Gerais. Graduou-se farmacêutico pela Escola de Farmácia e Odontologia de Ouro Fino, Minas Gerais, em 1922.
Tendo exercido a profissão de farmacêutico por quatro anos, decidiu-se pela vida sacerdotal. Realizou seus estudos de Filosofia e Teologia no Seminário Provincial, depois Seminário Central do Ipiranga, em São Paulo.

Foi ordenado sacerdote  pelas mãos de S. Exa. Revma. Dom Duarte Leopoldo e Silva, Arcebispo de São Paulo, em 15 de agosto de 1934, sendo incardinado à Arquidiocese

## Atividades antes do episcopado
- Secretário particular de Dom José Gaspar de Afonseca e Silva
- Professor do Seminário Central do Ipiranga - São Paulo-SP
- Reitor do Seminário Arquidiocesano de Belo Horizonte, Minas Gerais
- Pároco de São Roque, São Paulo
- Pároco de Mogi das Cruzes, São Paulo
- Capelão do Hospital Santa Cruz
- Capelão do Mosteiro de Santa Teresa
- Capelão da Irmandade do Rosário dos Homens Pretos
- Capelão do Centro Leão XIII, em Vila Maria
- Monsenhor camareiro secreto do Santo Padre Paulo VI
- Chanceler do Arcebispado de São Paulo
- Vigário geral da Arquidiocese de São Paulo

## Episcopado
No dia 26 de julho de 1965, aos 61 anos, foi nomeado, pelo Papa Paulo VI, Bispo auxiliar, de São Paulo, recebendo a sede titular de Carcábia.
Foi ordenado bispo no dia 8 de setembro de 1965, pelas mãos de Dom Agnelo Cardeal Rossi, então Arcebispo de São Paulo, sendo consagrantes Dom Gabriel Paulino Bueno Couto O. Carm. e de Dom Paulo Rolim Loureiro.
Em 1 de fevereiro de 1971, foi designado bispo diocesano de Bragança Paulista, São Paulo, tomando posse a 7 de março do mesmo ano. Exerceu esta função até 10 de novembro de 1976, quando o Papa Paulo VI aceitou sua renúncia. Faleceu a 7 de março de 1997 em Bragança Paulista, como bispo emérito daquela diocese.

## Brasão e lema
Descrição
Escudo eclesiástico partido. O primeiro cortado: sendo I: e goles com uma águia estendida de argente, bicada de sable, partido de blau com uma cruz solta de jalde, de pé recurvado de uma outra parte; II: de argente com quatro faixas requifadas de blau - Armas dos Álvares. O segundo de goles, com quatro faixas de jalde - Armas dos Ferreiras. O escudo está assente em tarja branca. O conjunto pousado sobre uma cruz trevolada de ouro. O todo encimado pelo chapéu eclesiástico verde, forrado de  vermelho, com seus cordões em cada flanco, terminados por seis borlas cada um, tudo de verde. Brocante sob a ponta da cruz um listel de argente com a legenda: FIDELIS SERVUS ET PRUDENS, em letras de blau.
Interpretação
O escudo representa as armas familiares de Dom Lafayette, os Ferreiras, família de sua mãe e os Álvares, família de seu pai. Os esmaltes e metais obedecem as regras heráldicas. O azul representa também o manto de Maria Santíssima sob cuja proteção o bispo pôs toda a sua vida sacerdotal, sendo que este esmalte significa: justiça, serenidade, fortaleza, boa fama e nobreza. O esmalte prata simboliza a inocência, a castidade, a pureza e a eloqüência, virtudes essenciais num sacerdote. A cor vermelha simboliza o fogo da caridade inflamada pelo Divino Espírito Santo e também   A cruz e o chapéu representam a dignidade episcopal. O ouro simboliza: nobreza, autoridade, premência, generosidade, ardor e descortínio. O listel tira seu lema da frase do Evangelho de São Mateus (Mt 24, 45) FIDELIS SERVUS ET PRUDENS: "Servo fiel e prudente que o Senhor constituiu sobre os de sua casa", referida na antífona do Magnificat das segundas Vésperas da solenidade de São José.

## Sucessão
Na Diocese de Bragança Paulista, Dom  José Lafayette foi o segundo bispo, sucedeu a Dom  José Maurício da Rocha e teve como sucessor Dom Antônio Pedro Misiara.

## Ordenações episcopais
Dom José Lafayette foi co-celebrante da sagração episcopal de:
- Dom Antônio Pedro Misiara